# Oberhausbergen
Oberhausbergen – miejscowość i gmina we Francji, w regionie Grand Est, w departamencie Dolny Ren.
Według danych na rok 1990 gminę zamieszkiwało 3020 osób, 797 os./km².